# To Make Love Sweeter for You
Singles de Jerry Lee Lewis
She Still Comes Around
(1968) One Has My Name (The Other Has My Heart)
(1969)
To Make Love Sweeter for You est une chanson écrite par George Morgan (en) et Glenn Sutton (en),.
Le single sort, aux États-Unis, en novembre 1968, sous le label Smash Records (S-2202).
La chanson figure sur plusieurs albums et compilations de Jerry Lee Lewis dont, pour la première fois, l'album She Still Comes Around, sorti en 1969,.
Le titre est le troisième de Jerry Lee Lewis à atteindre la première place au classement Hot Country Songs depuis Great Balls of Fire en 1958. La chanson restera une semaine à la première place et restera dans le classement durant treize semaines.
La chanson est adaptée par Eddy Mitchell et figure sur son album de 1977, La Dernière Séance sous le titre Pire qu'une chanson d'été.